# Aphthona andrewesi
Aphthona andrewesi là một loài bọ cánh cứng trong họ Chrysomelidae. Loài này được Jacoby miêu tả khoa học năm 1896.